# Забіла Іван Іванович
Забіла Іван Іванович (бл. 1693 — 1750-ті рр.) — український історик, генеалог, представник козацько-старшинського роду Забіл.

## Життєпис
Навчався у Києво-Могилянській академії. Обіймав посади значкового товариша (1713), бунчукового товариша (1727), а згодом хорунжого Генеральної військової канцелярії (1731—1735).
Іван Забіла проживав у власному маєтку в селі Обтове Коропської сотні Ніжинського полку. Він займався генеалогічними дослідженнями, мав особисту бібліотеку та зберігав родинний архів. Наприкінці 1740-х – на початку 1750-х років уклав хроніку, до якої включив окремі фрагменти київського "Синопсису", скорочену версію "Короткого опису Малоросії", а також оригінальні відомості про події 1734–1740 років. Хроніка містить ілюстрації із зображеннями князів Бориса і Гліба, гетьманів гетьманів Петра Конашевича-Сагайдачного, Юрія Хмельницького, Данила Апостола, а також російського імператора Петра І та польського короля Яна III Собеського. Оригінал рукопису зберігається в Чернігівському історичному музеї імені В. Тарновського.